# Thliptoceras anthropophilum
Thliptoceras anthropophilum là một loài bướm đêm trong họ Crambidae.